# USS Teal (AM-23)
USS Teal (Minesweeper No. 23/AM-23/AVP-5) – trałowiec typu Lapwing służący w United States Navy w okresie I wojny światowej i II wojny światowej.
Stępkę okrętu położono 8 października 1917 w stoczni Sun Shipbuilding Co. w Chester. Zwodowano go 25 maja 1918, matką chrzestną była Agnes M. Haig. Jednostka weszła do służby 20 sierpnia 1918 w Philadelphia Naval Shipyard, pierwszym dowódcą został Lt. (jg.) Frederick Meyer.
Oczyszczał morza z min z okresu I wojny światowej, później był jednostką pomocniczą. Brał udział w działaniach II wojny światowej.